# 1640 Nemo
För andra betydelser, se Nemo.
1640 Nemo eller 1951 QA är en asteroid i huvudbältet, som korsar planeten Mars omloppsbana. Den upptäcktes den 31 augusti 1951 av den belgiske astronomen Sylvain Arend i Uccle. Den har fått sitt namn efter karaktären Kapten Nemo i den franske författaren Jules Verne's bok, En världsomsegling under havet.